# Boussie
Boussie est une petite ville du Togo située dans la Préfecture de Dankpen, dans la région de la Kara

## Géographie
Boussie est situé à environ 54 km au nord de Kara,

## Vie économique
- Coopérative agricole

## Lieux publics
- École primaire